# Home on Monday
"Home on Monday" is een nummer van de Australische band Little River Band. Het nummer verscheen op hun album Diamantina Cocktail uit 1977. In september van dat jaar werd het uitgebracht als de derde single van het album. De meeste mensen kennen het als Home on a Monday, aangezien dat in het refrein gezongen wordt.

## Achtergrond
"Home on Monday" is geschreven door zanger Glenn Shorrock en gitarist Beeb Birtles en geproduceerd door de gehele band in samenwerking met John Boylan. Shorrock vertelde over de inspiratie voor het nummer: "De oorspronkelijke tekst kwam uit een telefoongesprek naar mijn vrouw die thuis zat, die vroeg, 'wanneer kom je thuis?' Ik was al vier of vijf maanden op tournee, en ik antwoordde, 'Word niet boos, ik kom op een maandag thuis, ergens rond het middaguur, ofzo.' Mijn kamergenoot zei tegen mij dat het als een liedje klinkt, dus ik ging ermee aan de slag. Ik kwam samen met Beeb, die de shuffle in het middenstuk schreef, wat nodig was. Ik ben erg trots op dat nummer." Birtles voegde hieraan toe: "Dat is een klassiek Glenn Shorrock-lied. Hij schreef alle woorden in dat nummer, en het enige dat ik deed schreef was de akkoorden voor de brug. Hij vond dat erg goed en schreef hier vervolgens een tekst bij. Volgens Birtles is het vanwege de tempowisseling halverwege het nummer een typisch compositie van de band.
"Home on Monday" werd enkel in Australië, Nieuw-Zeeland en Nederland als single uitgebracht. Ter promotie speelde de band de plaat tijdens de televisie uitzending van het Nederlandse popprogramma AVRO's Toppop op zaterdag 22 oktober 1977.
In Nederland werd de plaat op zaterdag 8 oktober 1977 door de omroepen NOS, NCRV, KRO en VARA verkozen tot de 342e Troetelschijf van de week op Hilversum 3 en werd een radiohit in de destijds twee hitlijsten op de nationale publieke popzender. De plaat bereikte de 12e positie in de Nationale Hitparade en de  13e positie in de Nederlandse Top 40. In de op Hemelvaartsdag 1976 gestarte Europese hitlijst op Hilversum 3, de TROS Europarade, werd géén notering behaald.
In België werden zowel de beide Vlaamse hitlijsten als de Waalse hitlijst niet bereikt. 
In thuisland Australië werd de 73e positie bereikt.

## Hitnoteringen

### Nederlandse Top 40
| Hitnotering: 22-10-1977 t/m 26-11-1977 | Hitnotering: 22-10-1977 t/m 26-11-1977 | Hitnotering: 22-10-1977 t/m 26-11-1977 | Hitnotering: 22-10-1977 t/m 26-11-1977 | Hitnotering: 22-10-1977 t/m 26-11-1977 | Hitnotering: 22-10-1977 t/m 26-11-1977 | Hitnotering: 22-10-1977 t/m 26-11-1977 | Hitnotering: 22-10-1977 t/m 26-11-1977 |
| Week                                   | 1                                      | 2                                      | 3                                      | 4                                      | 5                                      | 6                                      |                                        |
| -------------------------------------- | -------------------------------------- | -------------------------------------- | -------------------------------------- | -------------------------------------- | -------------------------------------- | -------------------------------------- | -------------------------------------- |
| Positie                                | 23                                     | 13                                     | 13                                     | 13                                     | 27                                     | 36                                     | uit                                    |

### Nationale Hitparade
| Hitnotering: 22-10-1977 t/m 19-11-1977 | Hitnotering: 22-10-1977 t/m 19-11-1977 | Hitnotering: 22-10-1977 t/m 19-11-1977 | Hitnotering: 22-10-1977 t/m 19-11-1977 | Hitnotering: 22-10-1977 t/m 19-11-1977 | Hitnotering: 22-10-1977 t/m 19-11-1977 | Hitnotering: 22-10-1977 t/m 19-11-1977 |
| Week                                   | 1                                      | 2                                      | 3                                      | 4                                      | 5                                      |                                        |
| -------------------------------------- | -------------------------------------- | -------------------------------------- | -------------------------------------- | -------------------------------------- | -------------------------------------- | -------------------------------------- |
| Positie                                | 18                                     | 13                                     | 12                                     | 13                                     | 19                                     | uit                                    |

### NPO Radio 2 Top 2000
| Nummer met noteringen in de NPO Radio 2 Top 2000 | '99  | '00  | '01  | '02 | '03  | '04  | '05  | '06  | '07  | '08  | '09  | '10  | '11  | '12  | '13  | '14  |
| ------------------------------------------------ | ---- | ---- | ---- | --- | ---- | ---- | ---- | ---- | ---- | ---- | ---- | ---- | ---- | ---- | ---- | ---- |
| Home on Monday                                   | 1443 | 1106 | 1057 | 937 | 1358 | 1421 | 1473 | 1613 | 1987 | 1546 | 1829 | 1623 | 1952 | 1933 | 1984 | 1766 |

1. ↑  Een vetgedrukt getal geeft de hoogste notering aan.
2. ↑  Deze tabel is bijgewerkt tot en met de laatste editie (2024).